# Узаков, Мулладжан Каримович
Мулладжан Каримович Узаков (узб. Муллажон Каримович Узоқов, Mullajon Karimovich Uzoqov) — советский военный, государственный и политический деятель, генерал-майор.

## Биография
Родился в 1907 году в Коканде. Член КПСС с года.
С 1929 года — на военной службе, общественной и политической работе. В 1929—1960 гг. — на различных военно-политических должностях в рядах Красной Армии, старший инструктор политического отдела 10-й кавалерийской дивизии Северо-Кавказского военного округа, заместитель начальника Калининского военно-политического училища, военный комиссар 566-го артиллерийского полка, военный комиссар 38-й отдельной курсантской бригады, военный комиссар 103-й кавалерийской дивизии, военный комиссар 99-й кавалерийской дивизии, участник Великой Отечественной войны, заместитель командира 99-й стрелковой дивизии, 21-й горно-кавалерийской дивизии, 14-й гвардейской кавалерийской дивизии, 23-й кавалерийской дивизии по политической части, и. о. начальника политического отдела Юго-Восточного, Степного, Сталинградского, Центрального, 1-го Белорусского фронтов, военный комиссар Узбекской ССР, Председатель Центральной ревизионной комиссии ЦК КП Узбекистана.
Избирался депутатом Верховного Совета Узбекской ССР 1-го, 2-го, 3-го и 4-го созывов.
Умер в Ташкенте в 1960 году, похоронен на Чигатайском кладбище.